# Binary Exponential Backoff
Der Binary Exponential Backoff ist ein Stauauflösungsmechanismus im Ethernet nach IEEE 802.3. Wird von Stationen im Ethernet eine Kollision erkannt, beenden diese Stationen ihre Sendung und versuchen sofort oder nach einer Slot-Time von 51,2 µs (entspricht 512 Bit, gilt nur für 10/100 MBit/s Ethernet, 4,096 µs und 4096 Bit bei 1 GBit/s) erneut ihre Sendung über das Ethernet zu übertragen. Dabei kann es erneut zu einer Kollision kommen, wenn beide Stationen zufällig die gleiche Wahl treffen. Beim nächsten Versuch wird nun jede der beiden Stationen wieder per Zufallsentscheidung einen neuen Starttermin auswählen, diesmal aber aus vier Möglichkeiten: 0, 1, 2 oder 3 Slot-Times, also 22.
Bei einer erneuten Kollision sind es dann 23 = 8 Möglichkeiten, dann 16, 32, 64, 128, 256, 512 und schließlich 1024. 1024 (210) stellt auch die Maximalgrenze der Möglichkeiten dar (truncated).
Nach insgesamt 16 erfolglosen Übertragungsversuchen mit Kollision wird mit einer Fehlermeldung des Ethernet-Controllers abgebrochen.